# سیارک ۱۹۶۷۹
سیارک ۱۹۶۷۹ (به انگلیسی: 19679 Gretabetteo، نامگذاری:1999RF179) نوزده هزار و ششصد و هفتاد و نهمین سیارک کشف شده‌است که در ۹ سپتامبر ۱۹۹۹ کشف شد.
قدر مطلق سیارک برابر ۱۸.۶ است.